# جنتلمن جک
جنتلمن جک (انگلیسی: Gentleman Jack) یک مجموعه تلویزیونی تاریخی درام بریتانیایی آمریکایی می باشد که در ایالات متحده از شبکه اچ‌بی‌او و در بریتانیا از شبکه بی‌بی‌سی وان پخش می شود. موضوع این مجموعه در مورد خاطرات روزانه ان لیستر زمین‌دار، کوهنورد و جهانگرد اهل هلیفکس (یورکشایر غربی) می باشد.